# 三光院 (小金井市)
三光院（さんこういん）は、東京都小金井市にある臨済宗の尼寺院。檀家制度は取っておらず、竹之御所流精進料理の総本山として存在。

## 歴史
1934年（昭和9年）、西野奈良栄の開基である。奈良栄は尼寺を希望しており、京都府京都市右京区の曇華院（どんげいん）から米田祖栄禅尼が初代住職として赴任した。
そして初代の祖栄禅尼によって竹之御所流精進料理がもたらされた。祖栄禅尼が居た曇華院は、かつて皇女・女王が出家する「比丘尼御所」であり、御宮室（皇女・女王出身の住職）のための料理が受け継がれていた。この料理は平安時代から660年の伝統があり「竹之御所流精進料理」と呼ばれている。
現在、竹之御所流精進料理は第2世住職の星野香栄禅尼、料理長でフランス料理研究家だった西井香春に受け継がれている。当院にて、この精進料理を食すことができる（要予約）。

## 交通アクセス
- JR中央線　武蔵小金井駅より徒歩15分
- 京王バス　三光院前停留所より徒歩２分